# W imię Boże (film)
W imię Boże (azer. Bismillah; ros. Во имя Бога) – czarno-biały radziecki film niemy z 1925 roku w języku azerskim w reżyserii Abbasa Mirza Szarifowa. Obraz został oparty na podstawie scenariusza Pawła Blachina. Dramat filmowy o charakterze antyreligijnym.

## Obsada
- Mirzəağa Əliyev – Molla
- Mirzə Əbdürrəhim
- K. Vyaznova – Zeynəb
- Mustafa Mərdanov – Muzdur Qulu
- T. Vişnevskaya – Hokuma
- İbrahim Azəri – Jafar